# Valdemar Holmers Gade
Valdemars Holmers Gade er en gade beliggende på Østerbro i København. Gaden løber mellem Haraldsgade og Borthigsgade, samt krydser F.F. Ulriks Gade på midten og ligger i Lyngbyvejskvarteret.

## Baggrund og navngivning
Gaden er opkaldt efter læge Valdemar Holmer (1833–1884), som var professor og overkirurg ved Kommunehospitalet i København. Holmer spillede en vigtig rolle i udviklingen af det danske sundhedsvæsen i anden halvdel af 1800-tallet og var desuden medorganisator af Dansk Røde Kors.

## En del af Lyngbyvejskvarteret
Valdemars Holmers Gade er en del af det såkaldte Lyngbyvejskvarter, et beboelsesområde på Ydre Østerbro opført i perioden 1906 til 1929 af Arbejdernes Byggeforening. Kvarteret består af i alt 323 byggeforeningshuse, der i dag har høj bevaringsværdi.